# Pommiers, Indre
Pommiers är en kommun i departementet Indre i regionen Centre-Val de Loire i de centrala delarna av Frankrike. Kommunen ligger i kantonen Éguzon-Chantôme som tillhör arrondissementet La Châtre. År 2022 hade Pommiers 228 invånare.

## Befolkningsutveckling
Antalet invånare i kommunen Pommiers
Referens:INSEE